# Dušan Vlahović
Pour les articles homonymes, voir Vlahovic.
Dušan Vlahović, né le 28 janvier 2000 à Belgrade en Serbie, est un footballeur international serbe qui évolue au poste d'avant-centre à la Juventus FC.

## Biographie

### Carrière en club

#### Partizan Belgrade
Né à Belgrade en Serbie, Dušan Vlahović est formé à l'OFK Belgrade, avant de rejoindre un autre club de la capitale, le Partizan Belgrade, en 2014. Il y signe son premier contrat professionnel en 2015, alors qu'il n'a que 15 ans. Passé par les équipes de jeunes, il fait ses débuts avec les pros le 21 février 2016, à l'occasion d'un match de championnat face à l'OFK Belgrade, perdu par son équipe sur le score de 2-1. En jouant ce match, il devient le plus jeune joueur à débuter une rencontre pour le Partizan Belgrade, à tout juste 16 ans. Le 2 avril 2016, il inscrit le premier but de sa carrière en pro, en championnat, lors de la victoire de son équipe face au FK Radnik Surdulica (3-2).

#### Fiorentina
Lors de l'été 2017, Vlahović signe en faveur de l'ACF Fiorentina ; le contrat devient officiel le jour de ses 18 ans, le 28 janvier 2018. Il intègre son nouveau club le 22 février 2018.
Il joue son premier match avec la Fiorentina le 25 septembre de la même année, lors d'un match de Serie A face à l'Inter Milan. Ce jour-là, il entre en jeu en fin de match à la place de Marco Benassi, et La Viola s'incline (2-1).
Le 13 mars 2021, il inscrit son premier triplé face au Benevento Calcio, en championnat. Il permet ainsi à son équipe de s'imposer par quatre buts à un.
Buteur le 19 décembre 2021 face à l'US Sassuolo en Serie A (2-2 score final), il atteint les 33 buts dans le championnat italien en 42 matchs sur l'année 2021 et égale ainsi le record de Cristiano Ronaldo, qui avait fait pareille performance en 2020 avec 33 buts en 29 matchs. Un total atteint une seule fois depuis 1960.

#### Juventus
Lors du mercato d'hiver 2022, Vlahović rejoint la Juventus de Turin pour un cout total de 150 M€, avec un bonus de 8 M€ et un salaire de 7 M€ annuel dont 63 M€ sur 4 saisons et demie, plus 15 M€ pour les agents. Il devient ainsi le transfert le plus élevé d'un mercato d'hiver du championnat d'Italie.
Pour son premier match avec la Juventus, contre le Hellas Vérone le 6 février 2022 en championnat, Vlahović est titulaire et se fait remarquer en inscrivant son premier but pour les Bianconeri en ouvrant le score. La Juventus l'emporte par deux buts à zéro ce jour-là. Le 23 février 2022, il joue son premier match de Ligue des Champions, en huitièmes de finale sur le terrain de Villarreal, il ouvre le score après seulement 32 secondes de jeu. Ce qui fait de lui le débutant le plus rapide et le deuxième plus jeune débutant de la Juventus à marquer en Ligue des champions. Les deux équipes se séparent sur un score nul de un partout ce jour-là,. Trois jours plus tard, en championnat, il réalise son premier doublé pour la Juventus sur la pelouse de l'Empoli FC. Titulaire ce jour-là, il contribue à la victoire de son équipe par trois buts à deux.
Vlahović commence la saison 2024-2025 en réalisant un doublé dès la deuxième journée face au Hellas Vérone, contribuant ainsi à la victoire de son équipe par trois buts à zéro.

### Carrière en sélection nationale
À partir de 2016, Dušan Vlahović fait partie de l'équipe de Serbie des moins de 19 ans, et en devient même le capitaine.
Avec cette équipe, il inscrit deux doublés lors des éliminatoires du championnat d'Europe des moins de 19 ans 2019, contre la Pologne et l'Ukraine Au total il joue onze matchs avec cette sélection et inscrit six buts, entre 2016 et 2019.
Dušan Vlahović honore sa première sélection avec l'équipe nationale de Serbie le 11 octobre 2020, lors d'une rencontre de Ligue des nations face à la Hongrie. Il entre en jeu à la place de Mijat Gaćinović et son équipe s'incline sur le score de un but à zéro. Le 18 novembre 2020, pour sa quatrième sélection, Vlahović entre en jeu à la place de Nemanja Radonjić sorti blessé à la 31e minute de jeu alors que la Serbie affronte la Russie. L'attaquant participe ce jour-là à la victoire de son équipe par cinq buts à zéro en inscrivant son premier but en sélection.
Le 11 novembre 2022, il est sélectionné par Dragan Stojković pour participer à la Coupe du monde 2022. Il s'illustre dans la compétition en marquant notamment face à la Suisse lors du dernier match de poules.
Il est retenu dans la liste des 26 joueurs serbes du sélectionneur Dragan Stojković pour participer à l'Euro 2024.

## Statistiques
| Saison                | Club                  | Championnat           | Championnat | Championnat | Championnat | Coupe(s) nationale(s) | Coupe(s) nationale(s) | Coupe(s) nationale(s) | Supercoupe | Supercoupe | Supercoupe | Compétition(s) continentale(s) | Compétition(s) continentale(s) | Compétition(s) continentale(s) | Compétition(s) continentale(s) | Coupe du monde des clubs | Coupe du monde des clubs | Coupe du monde des clubs | Serbie | Serbie | Serbie | Total | Total | Total |
| Saison                | Club                  | Division              | M.          | B.          | P.d.        | M.                    | B.                    | P.d.                  | M.         | B.         | P.d.       | Comp.                          | M.                             | B.                             | P.d.                           | M.                       | B.                       | P.d.                     | M.     | B.     | P.d.   | M.    | B.    | P.d.  |
| 2015-2016             | Partizan Belgrade     | Super liga Srbije     | 14          | 1           | 1           | 4                     | 2                     | 0                     | -          | -          | -          | -                              | -                              | -                              | -                              | -                        | -                        | -                        | -      | -      | -      | 18    | 3     | 1     |
| 2016-2017             | Partizan Belgrade     | Super liga Srbije     | 7           | 0           | 0           | 1                     | 0                     | 0                     | -          | -          | -          | C3                             | 1                              | 0                              | 0                              | -                        | -                        | -                        | -      | -      | -      | 9     | 0     | 0     |
| Sous-total            | Sous-total            | Sous-total            | 21          | 1           | 1           | 5                     | 2                     | 0                     | -          | -          | -          | -                              | 1                              | 0                              | 0                              | -                        | -                        | -                        | -      | -      | -      | 27    | 3     | 1     |
| 2018-2019             | ACF Fiorentina        | Serie A               | 10          | 0           | 0           | -                     | -                     | -                     | -          | -          | -          | -                              | -                              | -                              | -                              | -                        | -                        | -                        | -      | -      | -      | 10    | 0     | 0     |
| 2019-2020             | ACF Fiorentina        | Serie A               | 30          | 6           | 0           | 4                     | 2                     | 0                     | -          | -          | -          | -                              | -                              | -                              | -                              | -                        | -                        | -                        | -      | -      | -      | 34    | 8     | 0     |
| 2020-2021             | ACF Fiorentina        | Serie A               | 37          | 21          | 3           | 3                     | 0                     | 0                     | -          | -          | -          | -                              | -                              | -                              | -                              | -                        | -                        | -                        | 7      | 2      | 1      | 47    | 23    | 4     |
| 2021-2022             | ACF Fiorentina        | Serie A               | 21          | 17          | 2           | 3                     | 3                     | 0                     | -          | -          | -          | -                              | -                              | -                              | -                              | -                        | -                        | -                        | 7      | 5      | 2      | 31    | 25    | 4     |
| Sous-total            | Sous-total            | Sous-total            | 98          | 44          | 5           | 10                    | 5                     | 0                     | -          | -          | -          | -                              | -                              | -                              | -                              | -                        | -                        | -                        | 14     | 7      | 3      | 122   | 56    | 8     |
| 2021-2022             | Juventus FC           | Serie A               | 15          | 7           | 1           | 4                     | 1                     | 0                     | -          | -          | -          | C1                             | 2                              | 1                              | 0                              | -                        | -                        | -                        | -      | -      | -      | 21    | 9     | 1     |
| 2022-2023             | Juventus FC           | Serie A               | 27          | 10          | 2           | 2                     | 0                     | 0                     | -          | -          | -          | C1+C3                          | 5+8                            | 1+3                            | 1+1                            | -                        | -                        | -                        | 7      | 6      | 3      | 49    | 20    | 7     |
| 2023-2024             | Juventus FC           | Serie A               | 33          | 16          | 4           | 5                     | 2                     | 0                     | -          | -          | -          | -                              | -                              | -                              | -                              | -                        | -                        | -                        | 9      | 0      | 0      | 47    | 18    | 4     |
| 2024-2025             | Juventus FC           | Serie A               | 29          | 10          | 4           | 2                     | 1                     | 0                     | 1          | 0          | 0          | C1                             | 9                              | 4                              | 1                              | 3                        | 2                        | 0                        | 8      | 1      | 2      | 52    | 18    | 7     |
| Sous-total            | Sous-total            | Sous-total            | 104         | 43          | 10          | 13                    | 4                     | 0                     | 1          | 0          | 0          | -                              | 24                             | 9                              | 3                              | 3                        | 2                        | 0                        | 24     | 7      | 5      | 169   | 65    | 18    |
| Total sur la carrière | Total sur la carrière | Total sur la carrière | 223         | 88          | 17          | 28                    | 11                    | 0                     | 1          | 0          | 0          | -                              | 25                             | 9                              | 3                              | 3                        | 2                        | 0                        | 38     | 14     | 8      | 318   | 124   | 28    |

### Buts internationaux
| 0  | Date               | Lieu                                        | Adversaire           | Score | Résultats | Compétitions                      |
| -- | ------------------ | ------------------------------------------- | -------------------- | ----- | --------- | --------------------------------- |
| 1  | 18 novembre 2020   | Stade de l'Étoile rouge, Belgrade, Serbie   | Russie               | 3-0   | 5 - 0     | Ligue des nations 2020-2021       |
| 2  | 24 mars 2021       | Stade de l'Étoile rouge, Belgrade, Serbie   | République d'Irlande | 1-1   | 3 - 2     | Éliminatoires Coupe du monde 2022 |
| 3  | 1er septembre 2021 | Nagyerdei Stadion, Debrecen, Hongrie        | Qatar                | 0-3   | 0 - 4     | Match amical                      |
| 4  | 9 octobre 2021     | Stade de Luxembourg, Luxembourg, Luxembourg | Luxembourg           | 0-1   | 0 - 1     | Éliminatoires Coupe du monde 2022 |
| 5  | 12 octobre 2021    | Stade de l'Étoile rouge, Belgrade, Serbie   | Azerbaïdjan          | 1-0   | 3 - 1     | Éliminatoires Coupe du monde 2022 |
| 6  | 12 octobre 2021    | Stade de l'Étoile rouge, Belgrade, Serbie   | Azerbaïdjan          | 2-1   | 3 - 1     | Éliminatoires Coupe du monde 2022 |
| 7  | 11 novembre 2021   | Stade de l'Étoile rouge, Belgrade, Serbie   | Qatar                | 3-0   | 4 - 0     | Match amical                      |
| 8  | 27 septembre 2022  | Ullevaal Stadion, Oslo, Norvège             | Norvège              | 0-1   | 0 - 2     | Ligue des nations 2022-2023       |
| 9  | 18 novembre 2022   | Al Muharraq Stadium (en), Arad, Bahreïn     | Modèle:BHR football  | 1-3   | 1 - 5     | Match amical                      |
| 10 | 2 décembre 2022    | Stade 974, Doha, Qatar                      | Suisse               | 2-1   | 2 - 3     | Coupe du monde 2022               |
| 11 | 24 mars 2023       | Stade de l'Étoile rouge, Belgrade, Serbie   | Lituanie             | 2-0   | 2 - 0     | Éliminatoires Euro 2024           |
| 12 | 27 mars 2023       | Stade Pod Goricom, Podgorica, Monténégro    | Monténégro           | 0-1   | 0 - 2     | Éliminatoires Euro 2024           |
| 13 | 27 mars 2023       | Stade Pod Goricom, Podgorica, Monténégro    | Monténégro           | 0-2   | 0 - 2     | Éliminatoires Euro 2024           |
| 14 | 23 mars 2025       | Stade de l'Étoile rouge, Belgrade, Serbie   | Autriche             | 2-0   | 2 - 0     | Ligue des nations 2024-2025       |

## Palmarès

### En club

#### Juventus Turin
- Coupe d'Italie en 2024

#### Partizan Belgrade
- Champion de Serbie en 2017
- Vice-champion de Serbie en 2016
- Vainqueur de la Coupe de Serbie en 2016 et 2017

### Distinction
- 17e au Ballon d'or 2022